# Alchornea humbertii
Alchornea humbertii är en törelväxtart som beskrevs av Jacques Désiré Leandri. Alchornea humbertii ingår i släktet Alchornea och familjen törelväxter.
Artens utbredningsområde är Madagaskar. Inga underarter finns listade i Catalogue of Life.